# Rzędowice (Miechów)
Pour les articles homonymes, voir Rzędowice.
Rzędowice est une localité polonaise de la gmina de Książ Wielki, située dans le powiat de Miechów en voïvodie de Petite-Pologne.